# Andrei Antohi
Andrei Antohi (n. 16 decembrie 1988, Galați, România) este un jucător român de fotbal care joacă la CSA Steaua București. Este fiul fostului jucător Haralambie Antohi.